# Sergij (Poletkin)
Sergij (světským jménem: Viktor Moisejev Poletkin; * 14. dubna 1951, Chanino) je ruský duchovní Ruské pravoslavné církve a emeritní metropolita samarský a novokujbyševský.

## Život
Narodil se 14. dubna 1951 v Rjazaňské oblasti.
Po střední škole absolvoval studium na technické škole v Moskva, a nějaký čas pracoval jako instalatér.
V letech 1972–1973 byl hypodiákonem biskupa Simona (Novikova). Poté nastoupil na Moskevský duchovní seminář a následně na Moskevskou duchovní akademii.
Dne 26. dubna 1981 byl rukopoložen na celibátního diákona a 24. července 1982 na jereje.
Dne 20. června 1983 vstoupil do kléru rostovské eparchie a začal sloužit v katedrálním chrámu Narození přesvaté Bohorodice v Rostově na Donu. Byl také úředníkem eparchiální správy a sekretářem metropolity Volodymyra (Sabodana).
Dne 5. srpna 1984 se stal duchovním chrámu Vladimirské ikony Matky Boží.
Dne 23. prosince 1984 byl v Trojicko-sergijevské lávře archimandritou Alexijem (Kutěpovem) postřižen na monacha se jménem Sergij. Následující den byl povýšen na archimandritu.
Roku 1988 se stal vedoucím kanceláře Moskevského patriarchátu.
Dne 4. května 1989 byl jmenován biskupem azovským a vikářem rostovské eparchie. O den později proběhla jeho biskupská chirotonie. Hlavním světitelem byl metropolita Volodymyr (Sabodan).
Dne 23. února 1993 byl ustanoven biskupem samarským a syzraňský.
Od roku 1997 do roku 2028 byl rektorem Samarského duchovního semináře.
Dne 25. února 1998 byl povýšen na arcibiskupa.
Od ledna do 19. července 1999 dočasně spravoval orenburskou eparchii a od ledna do 19. srpna 2003 saratovskou eparchii.
Dne 5. října 2011 byl potvrzen jako archimandrita Kazaňského monastýru ve Vinnovce.
Dne 15. března 2012 jej Svatý synod ustanovil hlavou nové samarské metropole a 18. března byl povýšen na metropolitu. Dne 24. července 2025 byl Svatým synodem penzionován a jako místo pobytu mu byla určena Rjazaňská oblast.